# Zentai
Zentai (jap. ゼンタイ), kako je među korisnicima poznat, ili zentaj, prema pravilima transkripcije japanskog jezika, naziv je za pripijenu odeću iz jednog dela, koja prekriva čitavo telo. Izraz je kombinacija reči zenshin taitsu (全身タイツ — čarapa za telo). Najčešće se pravi od mešavine spandeksa i najlona, ali se koriste i drugi materijali, kao što su pamuk, PVC i lateks.
Svrha zentaija je da taktilno i optički izoluje osobu od spoljašnjeg sveta (mada su materijali u određenoj meri prozirni iznutra ka spolja) pružajući anonimnost, kao i osećaj samoće, mira i udobnosti. Zentai je ranije bio rezervisan samo za fetišiste i njihovu intimu, a danas ga nose umetnici, jogini, egzibicionisti i ljudi koji u njemu samo pronalaze mir.
U poslednje vreme, pogotovo na zapadnoj hemisferi, u javnosti se sve češće pojavljuju ljudi u ovakvom odelu, kao npr. navijači na sportskim takmičenjima, učesnici maskenbala. Rastuću popularnost zentaija iskoristili su neki proizvođači, poput britanske kompanije Morphsuits, koja je postigla uspeh na međunarodnom planu. U pokušaju da stvore sopstveni brend, aktivno su se ograđivali od postojeće zentai zajednice, toliko da je njihovo ime donekle postalo generičko.
U popularnoj kulturi likovi iz stripova i filmova često nose pripijena i potpuno zatvorena odela, nalik na drugu kožu, neretko jarkih boja, kao npr. Spajdermen, Fantom, Srebrni Letač. U Francuskoj i Belgiji je zbog očuvanja ljudskih prava žena i iz bezbednosnih razloga zakonom zabranjeno sakrivanje lica na javnim mestima.